# Michael Bett
Michael Bett (ur. 12 czerwca 1995) – kenijski lekkoatleta specjalizujący się w biegach długich.
Uczestnik Mistrzostw Świata w Biegach Przełajowych 2013 rozgrywanych w Bydgoszczy. W rywalizacji indywidualnej juniorów na dystansie 8 kilometrów zajął 10. pozycję, uzyskując czas biegu 22:21. W klasyfikacji drużynowej juniorów, wspólnie z reprezentacją swojego kraju, zajął 2. miejsce, zdobywając tym samym srebrny medal.

## Osiągnięcia
| Rok  | Impreza                                   | Miejsce   | Konkurencja      | Pozycja     | Wynik |
| ---- | ----------------------------------------- | --------- | ---------------- | ----------- | ----- |
| 2013 | Mistrzostwa świata w biegach przełajowych | Bydgoszcz | bieg juniorów    | 10. miejsce | 22:21 |
| 2013 | Mistrzostwa świata w biegach przełajowych | Bydgoszcz | drużyna juniorów | 2. miejsce  |       |